# دان ميلنر
دان ميلنر (بالإنجليزية: Dan Milner)‏ هو مغني أمريكي، ولد في 1950.

## وصلات خارجية
- دان ميلنر على موقع IMDb (الإنجليزية)
- دان ميلنر على موقع ميوزك برينز (الإنجليزية)
- دان ميلنر على موقع ديسكوغز (الإنجليزية)